# جان براون (بازیگر)
جان براون (انگلیسی: John Brown؛ ۴ آوریل ۱۹۰۴ – ۱۶ مهٔ ۱۹۵۷) یک هنرپیشه اهل بریتانیا بود.

## بازیگران
- روزی که دنیا از حرکت بازماند
- بیگانگان در ترن
- هانس کریستین اندرسن
- وحشی